# Dayanidhi Maran
Dayanidhi Maran är en indisk politiker och minister för kommunikation och IT i Manmohan Singhs indiska regering.